# General Arenales (partido)
Pour les articles homonymes, voir General Arenales et Arenales.
General Arenales est un partido situé dans la province de Buenos Aires, fondé en 1889, dont la capitale est General Arenales.

## Toponymie
Le nom du parti rend hommage au général d'origine espagnole Juan Antonio Álvarez de Arenales (1770-1831), qui a rejoint la cause de l'indépendance américaine. Il a combattu sous le commandement du général José de San Martín, acteur héroïque des campagnes de l'Alto Perú, du Chili et du Pérou. 

## Démographie
Selon le recensement Indec de 2010, la population était de 14 903 habitants. Au recensement de 2001, elle comptait 14 876 habitants et 15 102 habitants au recensement de 1991, soit une diminution de 1,5 %. La densité est de 9,77 habitants/km², et le partido comptait 4 895 logements (2001).
La ville la plus peuplée est sa capitale, General Arenales (4 321 habitants, 2010), suivie d'Ascensión (4 179 habitants), Arribeños (2 910 habitants), Ferré (2 004 habitants), La Trinidad (308 habitants), La Angelita (265 habitants), et Estación G. Arenales (90 habitants).